# Gallirallus
Gallirallus é um gênero de aves da família Rallidae.

## Espécies
As seguintes espécies são reconhecidas:
- Gallirallus australis (Sparrman, 1786)
- Gallirallus calayanensis Allen, D, Oliveros, Espanola, Broad & Gonzalez, 2004
- Gallirallus lafresnayanus Verreaux, J & Des Murs, 1860
- Gallirallus sylvestris (Sclater, PL, 1870)
- Gallirallus okinawae (Yamashina & Mano, 1981)
- Gallirallus torquatus (Linnaeus, 1766)
- Gallirallus insignis (Sclater, PL, 1880)
- †Gallirallus pacificus (Gmelin, JF, 1789)
- Gallirallus philippensis (Linnaeus, 1766)
- Gallirallus owstoni (Rothschild, 1895)
- †Gallirallus wakensis (Rothschild, 1903)
- Gallirallus rovianae Diamond, 1991
- †Gallirallus dieffenbachii (Gray, GR, 1843)
- †Gallirallus modestus (Hutton, FW, 1872)
- Gallirallus striatus (Linnaeus, 1766)

Espécies extintas antes de 1500
- Gallirallus epulare[2]
- Gallirallus ernstmayri
- Gallirallus gracilitibia[2]
- Gallirallus huiatua[3][4]
- Gallirallus pendiculentus
- Gallirallus pisonii
- Gallirallus ripleyi[5]
- Gallirallus roletti[2]
- Gallirallus steadmani[6]
- Gallirallus storrsolsoni
- Gallirallus temptatus
- Gallirallus vekamatolu - possivelmente sobreviveu até o início do século XIX.[7]